# Jean Favard
Pour les articles homonymes, voir Favard.
Ne doit pas être confondu avec Jean Favier.
Jean Aimé Favard est un mathématicien français, né le 28 août 1902 à Peyrat-la-Nonière et mort le 21 janvier 1965 à La Tronche.

## Biographie

### Études
Issu d'une famille de cultivateurs, il fait ses études secondaires au lycée de Guéret (1915-1920) puis suit la classe de mathématiques spéciales à Paris au lycée Janson-de-Sailly. Il fait ensuite de 1921 à 1924 des études supérieures scientifiques à l'École normale supérieure et à la faculté des sciences de l'université de Paris où il obtient les licences ès sciences mathématiques et ès sciences physiques.

### Carrière académique
Lauréat du concours d'agrégation de mathématiques en 1924, il fait l'année suivante le service militaire. Il entame ensuite la préparation du doctorat comme boursier Rockefeller. Il séjourne un an à Copenhague chez le mathématicien Harald Bohr, frère du physicien Niels Bohr. Il obtient en 1927 le doctorat ès sciences mathématiques devant la faculté des sciences de l'université de Paris avec une thèse principale sur les Fonctions harmoniques presque périodiques, qui est publiée par le Journal de mathématiques.
Après un bref passage au lycée d'Amiens, il est chargé de cours à la faculté des sciences de Grenoble (1928). Il est chargé du cours de la fondation Peccot au Collège de France en 1929. Nommé maître de conférences à la faculté des sciences de l'université d'Alger, il reste détaché à celle de Grenoble (1933) et y est nommé professeur titulaire de la chaire (d'université) de mathématiques générales (novembre 1935 en remplacement de René Gosse) (la chaire sera après son départ à Paris transformée en chaire d'université de mécanique des fluides). En 1938 il reçoit le grand prix des sciences mathématiques de l'académie des sciences. Il est mobilisé en septembre 1939 comme officier d'artillerie. Fait prisonnier en juin 1940, il est envoyé à l'oflag XVIII, à Lienz (Autriche), où il fonde, comme c'est le cas dans d'autres oflags, une "université des camps" dont il devient le "recteur". Jean Delsarte le remplace à Grenoble durant le début de sa détention. Des mathématiciens autrichiens veulent le faire libérer s'il consent à enseigner à Vienne ce qu'il refuse. Dès 1941, il a été nommé maitre de conférences à la faculté des sciences de Paris, mais il ne prend ses fonctions qu'à sa libération en 1945. Il y enseigne tout d'abord pour le certificat de mathématiques générales, puis celui de calcul différentiel et intégral (chaire de Georges Valiron) et participe également aux enseignements de la chaire analyse supérieure de Gaston Julia. En 1950 il devient titulaire de la chaire de mécanique générale, puis est transféré le 1er octobre 1958 dans la chaire de géométrie supérieure. Entre-temps, il est devenu maître de conférences (1954), puis professeur d'analyse à l'École polytechnique (1957, succédant à Jacques Chapelon), il y enseigne une année sur deux en alternance avec Paul Lévy (1958-59) puis, à partir de 1959, Laurent Schwartz.
Le 2 décembre 1957, il présida le jury de la soutenance in absentia de la thèse de doctorat ès sciences mathématiques de Maurice Audin, « sur les équations linéaires dans un espace vectoriel ».
Il est inhumé au cimetière de Peyrat-la-Nonière.
Son fils Pierre Favard fut professeur de biologie cellulaire à l'université Paris VI.

## Prix et distinctions
- Prix Francœur, 1934
- Grand prix des sciences mathématiques, 1938
- Prix Estrade Delcros, 1943
- Prix de Parville, 1951
- Prix d'Ormoy, 1957
- Prix Julia, 1962
- Officier de la Légion d'honneur

## Hommages

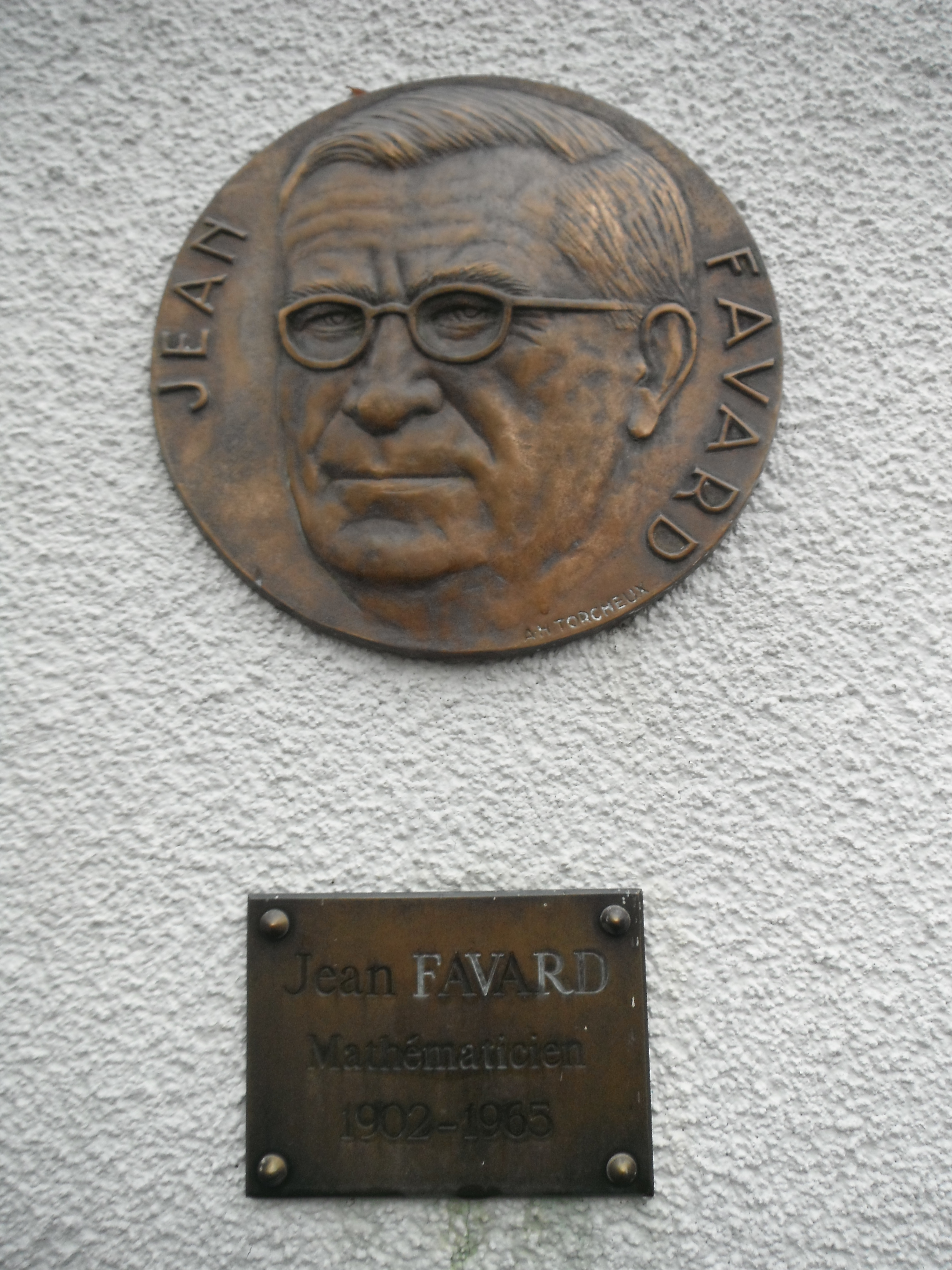
Plaque en hommage au mathématicien, située à l'entrée du lycée Jean Favard (Auteurs de la photo : Élèves de seconde Atelier média 06/11/2013)

À Guéret (Creuse), le lycée général, technologique et professionnel à proximité du lac de Courtille porte son nom.
Depuis 2003 le comité des amis de Jean Favard commémore son souvenir.